# 姊姊向前衝
《姊姊向前衝》，是一部描寫游美雲慈濟師姐與龔永智慈濟師兄的真實人生電視劇，由青睞影視製作。子嫣、黃浩詠、陳淑芳 、龍劭華 、高伊玲、吳秀珠、楊銘威等演員領銜主演，於2021年1月27日在大愛電視20:00首播。

## 大愛會客室

### 首播
| 片名       | 頻道       | 播映日期      | 播映時間        |
| 大愛會客室 | 大愛海外台 | 2021年1月27日 | 21:00-21:11播出 |
| 大愛會客室 | 大愛電視台 | 2021年1月27日 | 00:19-00:30播出 |
| 大愛會客室 | 大愛海外台 | 2021年1月27日 | 09:49-10:00播出 |

## 播出時間
以下時間以當地時間（台灣時間）為準

### 電視首播
| 頻道                            | 所在地               | 播映日期                     | 播映時間                  |
| 大愛電視台 （數位頻道同步播出） | 台灣                 | 2021年1月27日－2021年3月11日 | 20:00-20:48播出（無廣告） |
| 大愛海外台                      | 與大愛電視台同步播出 | 2021年1月27日－2021年3月11日 | 20:00-21:00播出（含廣告） |

### 網路首播
| 頻道                 | 備註                 | 播映日期                     | 播映時間                  |
| Yahoo! TV            | 與大愛電視台同步播出 | 2021年1月27日－2021年3月11日 | 20:00-20:48播出（無廣告） |
| YouTube 大愛網路劇場 | 與大愛電視台同步播出 | 2021年1月27日－2021年3月11日 | 20:00-20:48播出（無廣告） |

## 演員列表

### 主要演員
| 演員   | 角色         | 介紹 | 登場集數 |
| 子嫣   | 游美雲       | 本劇女主角，經由陳文雄介紹下進入產險業任職，之後轉進證券交易所做業務員。                                                       | 第1~30集 |
| 黃浩詠 | 龔永智       | 本劇男主角，是經由林正芬的介紹下認識游美雲，由於喜歡美雲有話直說的大方個性並開始交往。天生弱視，因為這樣影響了絕大部分的生活。 | 第4~30集 |
| 陳淑芳 | 吳金治       | 游美雲的養母，由於自己的養女美雲努力在職場上出名，鄰里之間也是口耳相傳，讓她很有面子。                                         | 第1~8集  |
| 龍劭華 | 陳文雄       | 任職於產險業的主任，曾經是游美雲小學時期的老師，考上產物代理經紀人後轉而投入產險業。                                           | 第1~12集 |
| 高伊玲 | 羅秀錦       | 游美雲的親生姐姐 | 第2~29集 |
| 吳秀珠 | 陳招良       | 疼愛自己兒子，但同時對永智患有先天性白內障可能是因為當初懷孕期間吃消炎藥而倒感到非常內疚。                                     | 第5~21集 |
| 楊銘威 | 產險業務小周 | 游美雲公司的同事，喜看武俠小說                                                                                                 | 第1~12集 |

### 次要演員
| 演員   | 角色         | 介紹                                                         | 登場集數     |
| 王自強 | 林桑         | 國貿協會美雲和秀錦的主管                                     | 第14~20集    |
| 林久登 | 蔡老大       | 證券行中資深職員，熱心指導美雲                               | 第10~12集    |
| 林筳諭 | 林麗卿師姊   | 開美容院的老闆娘，副組長                                     | 第23~29集    |
| 廖怡裬 | 宋淑惠師姊   | 鑰鎖店的老闆娘，也是副組長                                   | 第23~29集    |
| 黃舒湄 | 林月秋師姊   | 副組長，發現罹癌，受組員鼓勵克服傷痛                         | 第23~29集    |
| 吳怡臻 | 江秀芬師姊   | 帶美雲一起做環保回收，讓美雲走出喪子陰霾                     | 第14~18集    |
| 劉濟民 | 柯武雄師兄   | 和秀芬美雲一起做環保回收，負責開車                           | 第15~29集    |
| 葉文豪 | 健名         | 永智的辦公室同事兼好友                                       | 第5~23集     |
| 陳璇   | 小滿         | 產險公司小妹，視美雲為偶像                                   | 第1~12、30集 |
| 鄧雨晨 | 慕嫻         | 大愛電台的忠實聽眾，美雲介紹給秀錦兒子修霈當女友             | 第27~29集    |
| 楊佩潔 | 王麗君       | 美雲的同學兼閨密                                             | 第2~6集      |
| 蔡力允 | 富生         | 永智的好友也是龔家的牌友                                     | 第5~11集     |
| 王宥謙 | 龔晉鈺(幼年) | 美雲大兒子從小因美雲工作繁忙又致力慈濟工作受疏忽常受同學霸凌 | 第13~21集    |
| 黃耀冬 | 龔晉鈺(少年) |                                                              | 第23~25集    |
| 易韋志 | 龔晉鈺(成年) |                                                              | 第25~30集    |
| 何智仁 | 廖修霈(少年) | 秀錦大兒子                                                   | 第13~集      |
| 吳驊恩 | 廖修霈       | 秀錦大兒子                                                   | 第23~29集    |
| 宋昱德 | 廖鎮樸(少年) | 秀錦小兒子                                                   | 第13~集      |
| 蘇品   | 廖鎮樸       | 秀錦小兒子                                                   | 第23~29集    |
| 史丹利 | 產險小楊     | 負責車禍理賠組長                                             | 第1~12集     |
| 紀殷澤 | 產險小孟     | 負責車禍理賠職員                                             | 第1~10集     |
| 林佩霓 | 產險會計     | 產險公司資深會計                                             | 第1`12集     |
| 許蓁蓁 | 貿協淑美     | 國貿協會與美雲同事介紹認識常來收功德款的秀芬師姐             | 第13~18集    |
| 黃聖雅 | 貿協麗琴     | 國貿協會與美雲同事                                           | 第13~18集    |
| 黃丞芯 | 貿協小元     | 國貿協會與美雲同事                                           | 第13~18集    |
| Alice  | 貿協職員     | 國貿協會與美雲同事                                           | 第13~18集    |
| 溫吉興 | 林明竹       | 中崙市場會長                                                 | 第25~26集    |
| 王湘瑩 | 龔小玲       | 龔永智三姊，在美國開餐廳，讓美雲夫妻短暫避難處               | 第12~13集    |
| 蘇菲   | 美雲嫂嫂     | 美雲養兄的太太，美雲婚前都同住一起                           | 第1~8集      |
| 楊佳芸 | 美雲姪女     | 美雲養兄的大女兒，課業都仰仗美雲教導                         | 第1~3集      |
| 王宇婷 | 章紫婷       | 秀錦在貿協的客戶女兒，後來成為鎮樸的太太                     | 第24~29集    |
| 吳知豫 | 陳怡君師姊   | 松山區的師姐                                                 | 第28集       |
| 吳貞貞 | 楊雅雲師姊   | 松山區的師姐                                                 | 第28集       |
| 秋割   | 林先生       | 孤身帶女兒小晴，但管教過嚴導致悲劇，後來成為慈濟的照顧戶     | 第25~27集    |
| 吳珮琪 | 林小晴       | 和老父一起生活，有點叛逆卻是淑惠師姐最疼入心的人             | 第25~26集    |
| 王筱   | 慕嫻同事     | 辦公室同仁                                                   | 第26集       |
| 楊閔   | 游李秀卿     | 是美雲家中最早進入慈濟的親戚                                 | 第10~集      |
| 耿慧珠 | 保母         | 龔家的鄰居，從小帶晉鈺的保母                                 | 第12~14集    |
| 黃金鳳 | 美雲阿姑     | 托美雲買股票，從崇拜到怨恨                                   | 第12~14集    |
| 黃子婷 | 陳玉嘉       | 921地震時，女兒為美雲呵護                                    | 第23集       |
| 畢志綱 | 美雲生父     | 小時後將4個女兒都送人當養女，對女兒有所愧疚                  | 第2~8集      |
| 李禹鑫 | 晉鈺同學     | 晉鈺轉學後認識的同學                                         | 第20集       |

### 其他演員
| 演員   | 角色           | 介紹                                           | 登場集數 |
| 陶傳正 | 葉董           | 證劵行的董事賞識美雲讓她主持電台的股票節目。   | 第9-10集 |
| 唐琪   | 產險客戶       | 信任美雲的產險老客戶。                         | 第1-3集  |
| 李之勤 | 龔英南         | 永智的大姊。                                   | 第21集   |
| 張之愷 | 秀錦夫婿       | 鋼琴老師斜槓人生過忙，得肝炎早逝。             | 第2~6集  |
| 張幼楒 | 林正芬         | 美雲的同學，介紹同事永智給美雲。               | 第4~5集  |
| 范時軒 | 淑霞           | 美雲同學也是慈濟會員，美雲托她捐花蓮醫院病床。 | 第9集    |
| 張世賢 | 晉鈺老師       | 跟美雲討論晉鈺在學校的狀況。                   | 第21集   |
| 翁國豪 | 鹿教授         | 美雲聽了多次演講的講師。                       | 第7集    |
| 李興順 | 中藥老闆       | 大稻埕中藥行是龔母從小的鄰居。                 | 第6~8集  |
| 林靖茜 | 快遲到的資優生 | 其餘作品IG/@double_jing0801                    | 第1集    |

### 客串演員
| 演員   | 角色     | 介紹                                             | 登場集數 |
| 邱凱偉 | Jason    | 美雲在救國團活動中認識的香港華僑                 | 第3-4集  |
| 李璇   | 禪寺修士 | 美雲二子放靈骨塔禪寺的修行者                     | 第15集   |
| 王少偉 | 外甥     | 秀錦幼稚園同事姪兒也是追求者                     | 第10集   |
| 鄧安寧 | 王先生   | 載女兒去畢業典禮發生車禍事件，幸好有保汽車全險。 | 第1集    |
| 葉天倫 | 光頭先生 | 上班路途中與王先生發生車禍事件，沒保險。         | 第1集    |

### 舞者名單
| 演員   | 角色 | 介紹 | 登場集數 |
| 王靉天 | 舞者 |      |          |
| 蘇沄和 | 舞者 |      |          |
| 馮先芝 | 舞者 |      |          |
| 余翊帆 | 舞者 |      |          |
| 林宜萱 | 舞者 |      |          |
| 陳安悠 | 舞者 |      |          |
| 黃匯森 | 舞者 |      |          |
| 胡雅絜 | 舞者 |      |          |
| 尹岑榕 | 舞者 |      |          |
| 薛珽文 | 舞者 |      |          |
| 張書閩 | 舞者 |      |          |
| 蔡佩螢 | 舞者 |      |          |

## 電視劇歌曲
| 曲別   | 歌名   | 演唱者 | 作詞   | 作曲   | 編曲   | 製作人 | 合聲          |
| 片頭曲 | 我會當 | 子嫣   | 荒山亮 | 荒山亮 | 劉浩旭 | 荒山亮 |               |
| 片尾曲 | 滿天星 | 曾靜玟 | 吳嘉祥 | 吳嘉祥 | 吳嘉祥 | 吳嘉祥 | 謝文德 蔡永淳 |

## 大愛會客室名單
| 集數  | 日期          | 來賓           | 主持人 |
| 第1集 | 2020年1月27日 | 葉天倫、游美雲 | 譚艾珍 |
| 第2集 | 2020年1月28日 | 子嫣、游美雲   | 譚艾珍 |

## 工作人員列表

### 製作團隊
- 監　製：王端正、葉樹姍、顧文珊
- 戲劇顧問：龐宜安
- 策　畫：賈玉華、林素如
- 製作人：葉天倫、潘鳳珠
- 編　劇：林佳慧、林美子
- 編  審：陳慧慈
- 統  籌：葉丹青
- 顧　問：游美雲、龔永智
- 企　宣：黃玟瑜、詹智凱、翁詩閔
- 導　演：鄧安寧
- 副導演：王文妏
- 製作統籌：楊顏昌
- 現場製片：沈志揚
- 外聯製片：林邑珊
- 生活製片：季頌勳
- 製片助理：蔡雯茜
- 場　記：李佩珍
- 攝影指導：陳育仁
- 攝影大助：許做敏
- 攝影助理：蔡宗翰
- 燈光指導：王厚恩
- 燈光助理：李少雲、李鑄峯
- 美術指導：許應宏
- 美術執行：王孟彥
- 美術助理：陳仕國、張銓倫、劉佑宏、曾培宇
- 美　工：曹政隆、朱家萱
- 造型指導：羅宇涵
- 造型助理：黃詩婷
- 服裝助理：許秉柔
- 梳妝師：陳靖綸
- 化妝師：鍾佳瑋
- 梳化妝助理：侯覺菲
- 場務領班：吳祈亨
- 場務組：林靖翔
- 電　工：蕭永森
- 收音師：王彥斌
- 收音助理：吳國賓、張郡蘋
- 花絮編導：藍雍森
- 協力編劇：高妙慧
- 協力企畫：楊碧玲
- 後期製片：林祉谷
- 後勤製片：羅正坤
- 財務副總：林家邦
- 出納行政：林佩霓
- 後期錄音：嘉莉錄音工房
- 音樂指導：吳柏醇(嘉莉)
- 配樂編曲：吳嘉祥、林國凱、陳人碩、徐啟洋、林耿農
- 後製配樂：賴晉楷、洪蘭真
- 音效設計：王婕、陳虹蘋
- 混　音：賴晉楷
- 數位後期製作：台北影業股份有限公司
- 後期統籌：張宇廣
- 後期協調：林筱晨、徐卓瑩
- 檔案管理：楊淑媛、謝明嘉
- AVID剪接師：林政宏、林子宇
- AVID系統整理：白薏嵐
- Resolve調光師：李懿瀅
- Resolve調光助理：陳佳昀
- 片頭設計：王致堯
- 特效組長：楊喻憲
- 特效組：楊喻憲、王致堯
- 母帶製作：溫駿嚴、吳宜豐、梁承宗
- 協力廠商：大川大立數位影音、永祥影視器材公司、上京影業公司

## 外部連結
- 姊姊向前衝 官方網站－大愛劇場
- 大愛劇場的Facebook專頁
- 《姊姊向前衝[]》-YAHOO! TV （页面存档备份，存于） 線上看

| 臺灣 大愛電視 每週一至週五 20:00 - 20:48   | 臺灣 大愛電視 每週一至週五 20:00 - 20:48        | 臺灣 大愛電視 每週一至週五 20:00 - 20:48 |
| ------------------------------------------ | ----------------------------------------------- | ---------------------------------------- |
|                                            | 姊姊向前衝 （2021年1月27日－2021年3月11日）     |                                          |
| 迎風而立 （2020年12月22日－2021年1月26日） | 飄洋過海來愛你 （2021年3月12日－2021年4月22日） |                                          |